# 오쿠다이라 사다요시

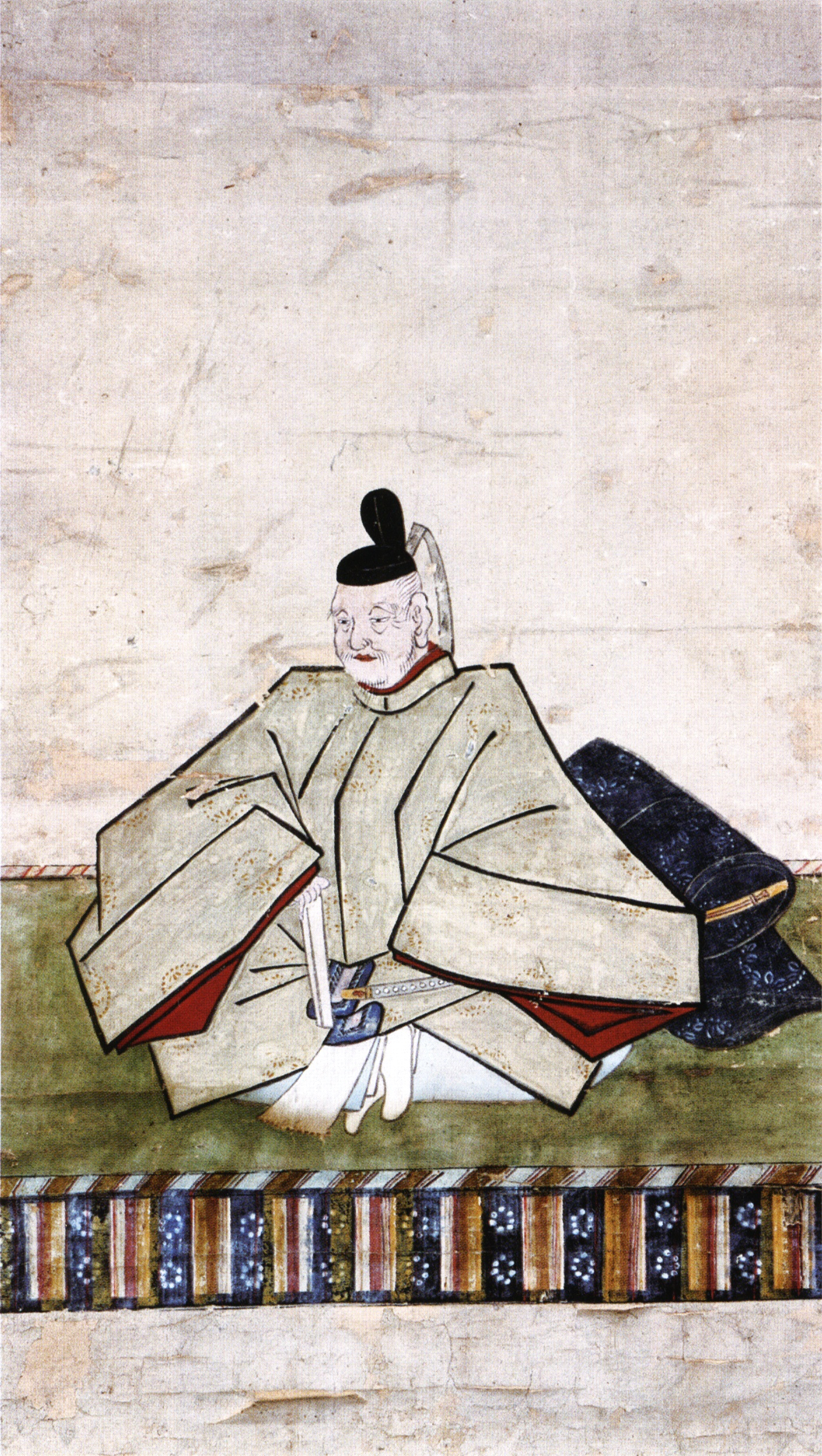
오쿠다이라 사다요시

오쿠다이라 사다요시(일본어: 奥平定能)는 센고쿠 시대의 무장이다. 아명은 센치요(仙千代). 통칭은 미마사카노카미(美作守). 자식은 노부마사(信昌) 등이 있다.